# Campionat del Món de gimnàstica artística
El Campionat del Món de gimnàstica artística és la màxima competició mundial de gimnàstica artística. La primera edició es va disputar l'any 1903, exclusivament per gimnastes masculins. Des de la desena edició del torneig, el 1934, se celebra la competició femenina conjuntament amb la masculina.
La FIG es va fundar el 1881 i originalment s'anomenava FEG (Federació Europea de Gimnàstica), però va canviar el nom el 1921 a causa de l'adhesió de membre no europeus, convertint-se en la Federació Internacional de Gimnàstica (FIG); aquest canvi de nom correlaciona aproximadament amb l'actual denominació dels Campionats del Món. Tot i que els primers jocs d'aquest tipus es van celebrar el 1903, inicialment no van rebre el títol de "Campionats del Món". La primera competició coneguda en aquell moment com a "Campionat del Món" no va ser fins a la dècada de 1930, tot i que les fonts difereixen de si els primers van ser els celebrats el 1930 o els celebrats el 1934. Els campionats abans de la dècada de 1930, a partir del 1903, serien reconeguda amb caràcter retroactiu com a Campionat Mundial.
Tot i que la FIG havia canviat el nom de la FEG el 1921, la veritable competició transcontinental no començaria a canviar a nivell de Campionat Mundial fins que Egipte va enviar atletes (un equip complet masculí) als Campionats del Món de 1950. Durant aquests Campionats del Món, un total de 60 esportistes masculins de 6 països diferents i 53 esportistes femenins de 7 països diferents comprenien el camp competitiu. Als Campionats del Món de 2013, la competició havia augmentat fins inclou 264 homes de 71 països diferents i 134 dones de 57 països diferents. Fins al 2019, s'han realitzat més de seixanta edicions diferents dels campionats i més de quaranta països diferents han guanyat medalles en esdeveniments de gimnàstica artística tant masculina com femenina.
La nació amb més èxits, tant en resultats de medalla d'or com en nombre total de medalles, és l'antiga Unió Soviètica. Xina és el segon país amb més èxit en total de medalles aconseguides, i Japó és el tercer. Des de la caiguda del bloc soviètic, les potències tradicionals en esdeveniments per equips i equips masculins i femenins han estat Rússia, Ucraïna, Xina, Estats Units, Japó i Romania amb resultats creixents de Gran Bretanya i Brasil i una disminució recent dels resultats de la delegació de Romania. Actualment, els campionats se celebren anualment en anys no olímpics. Tanmateix, la competició per equips s'omet l'any següent als Jocs Olímpics.

## Proves

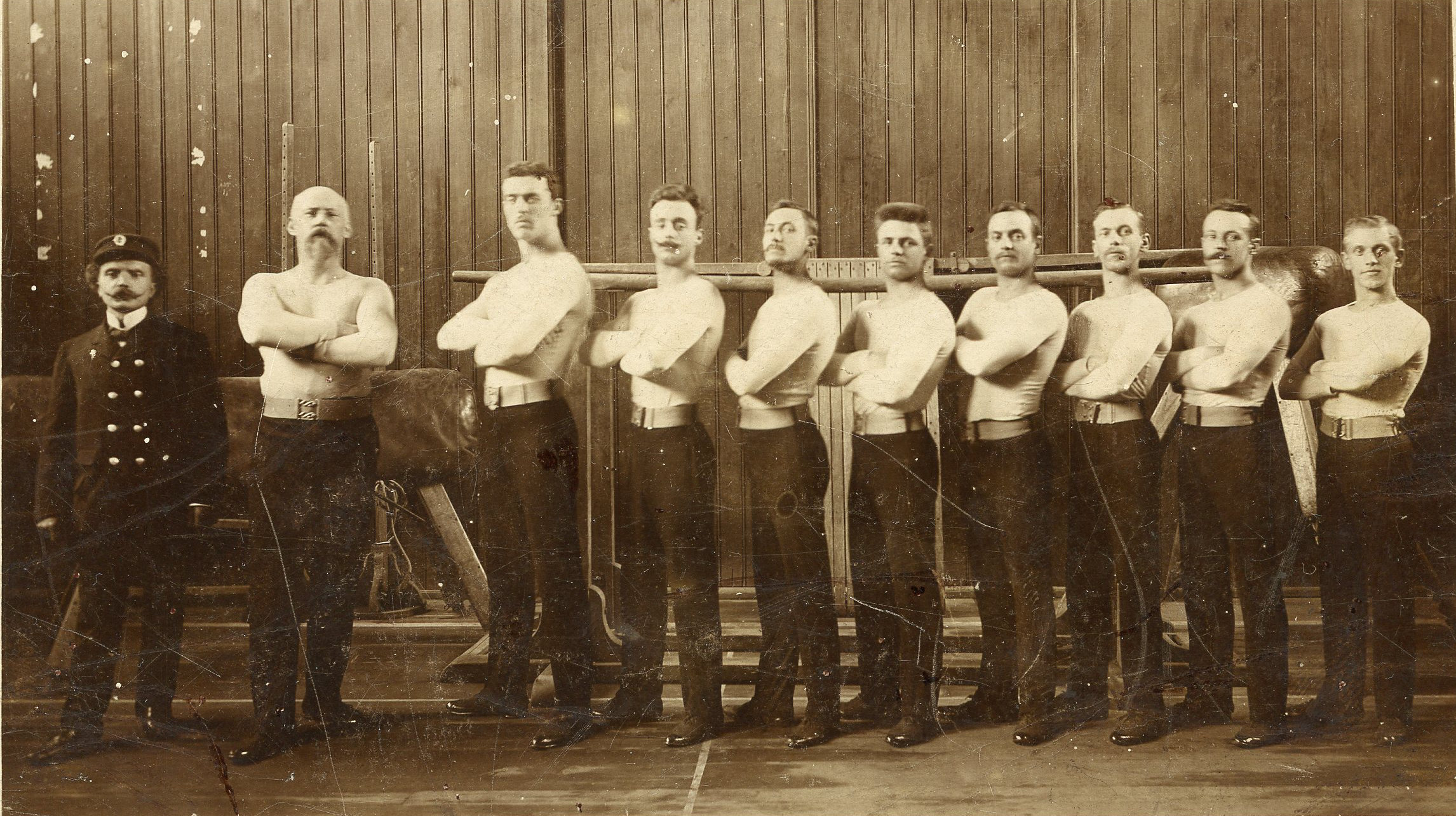
Equip holandès al campionat del món de gimnàstica de 1905.

| Concurs per equips  | homes | dones |
| Concurs individual  | homes | dones |
| Salt sobre cavall   | homes | dones |
| Exercici de terra   | homes | dones |
| Cavall amb arcs     | homes |       |
| Anelles             | homes |       |
| Barres paral·leles  | homes |       |
| Barra fixa          | homes |       |
| Barres asimètriques |       | dones |
| Barra d'equilibris  |       | dones |

## Edicions
| Any   | Jocs                                   | Ciutat seu                             | País                                   |
| ----- | -------------------------------------- | -------------------------------------- | -------------------------------------- |
| 1903  | I                                      | Anvers                                 | Bèlgica                                |
| 1905  | II                                     | Bordeus                                | França                                 |
| 1907  | III                                    | Praga                                  | Imperi Austrohongarès                  |
| 1909  | IV                                     | Luxemburg                              | Luxemburg                              |
| 1911  | V                                      | Torí                                   | Itàlia                                 |
| 1913  | VI                                     | París                                  | França                                 |
| 1915  | No es disputà per la I Guerra Mundial  | No es disputà per la I Guerra Mundial  | No es disputà per la I Guerra Mundial  |
| 1917  | No es disputà per la I Guerra Mundial  | No es disputà per la I Guerra Mundial  | No es disputà per la I Guerra Mundial  |
| 1919  | No es disputà per la I Guerra Mundial  | No es disputà per la I Guerra Mundial  | No es disputà per la I Guerra Mundial  |
| 1922  | VII                                    | Ljubljana                              | Iugoslàvia                             |
| 1926  | VIII                                   | Lió                                    | França                                 |
| 1930  | IX                                     | Luxemburg                              | Luxemburg                              |
| 1934  | X                                      | Budapest                               | Hongria                                |
| 1938  | XI                                     | Praga                                  | Txecoslovàquia                         |
| 1942  | No es disputà per la II Guerra Mundial | No es disputà per la II Guerra Mundial | No es disputà per la II Guerra Mundial |
| 1946  | No es disputà per la II Guerra Mundial | No es disputà per la II Guerra Mundial | No es disputà per la II Guerra Mundial |
| 1950  | XII                                    | Basilea                                | Suïssa                                 |
| 1954* | XIII                                   | Roma                                   | Itàlia                                 |
| 1958  | XIV                                    | Moscou                                 | Unió Soviètica                         |
| 1962  | XV                                     | Praga                                  | Txecoslovàquia                         |
| 1966  | XVI                                    | Dortmund                               | RFA                                    |
| 1970  | XVII                                   | Ljubljana                              | Iugoslàvia                             |
| 1974  | XVIII                                  | Varna                                  | Bulgària                               |
| 1978  | XIX                                    | Estrasburg                             | França                                 |
| 1979  | XX                                     | Fort Worth                             | Estats Units                           |
| 1981  | XXI                                    | Moscou                                 | Unió Soviètica                         |
| 1983  | XXII                                   | Budapest                               | Hongria                                |
| 1985  | XXIII                                  | Mont-real                              | Canadà                                 |
| 1987  | XXIV                                   | Rotterdam                              | Països Baixos                          |
| 1989  | XXV                                    | Stuttgart                              | RFA                                    |
| 1991  | XXVI                                   | Indianapolis                           | Estats Units                           |
| 1992  | XXVII                                  | París                                  | França                                 |
| 1993  | XXVIII                                 | Birmingham                             | Regne Unit                             |
| 1994  | XXIX                                   | Brisbane                               | Austràlia                              |
| 1994  | XXX                                    | Dortmund                               | Alemanya                               |
| 1995  | XXXI                                   | Sabae                                  | Japó                                   |
| 1996  | XXXII                                  | San Juan                               | Puerto Rico                            |
| 1997  | XXXIII                                 | Lausana                                | Suïssa                                 |
| 1999  | XXXIV                                  | Tianjin                                | R.P. de la Xina                        |
| 2001  | XXXV                                   | Gant                                   | Bèlgica                                |
| 2002  | XXXVI                                  | Debrecen                               | Hongria                                |
| 2003  | XXXVII                                 | Anaheim                                | Estats Units                           |
| 2005  | XXXVIII                                | Melbourne                              | Austràlia                              |
| 2006  | XXXIX                                  | Århus                                  | Dinamarca                              |
| 2007  | XL                                     | Stuttgart                              | Alemanya                               |
| 2009  | XLI                                    | Londres                                | Regne Unit                             |
| 2010  | XLII                                   | Rotterdam                              | Països Baixos                          |
| 2011  | XLIII                                  | Tòquio                                 | Japó                                   |
| 2013  | XLIV                                   | Anvers                                 | Bèlgica                                |
| 2014  | XLV                                    | Nanning                                | R.P. de la Xina                        |
| 2015  | XLVI                                   | Glasgow                                | Regne Unit                             |
| 2017  | XLVII                                  | Mont-real                              | Canadà                                 |
| 2018  | XLVIII                                 | Doha                                   | Qatar                                  |
| 2019  | XLIX                                   | Stuttgart                              | Alemanya                               |
| 2021  | L                                      | Kita-Kyūshū                            | Japó                                   |
| 2022  | LI                                     | Liverpool                              | Regne Unit                             |
| 2023  | LII                                    | Anvers                                 | Bèlgica                                |

- * Primer cop que les competicions d'atletisme desaparegueren completament de l'esport de la gimnàstica.